# Atlantska jesetra
Atlantska jesetra (lat. Acipenser sturio), poznata i kao štirjun, kritično je ugrožena jesetra roda Acipenser. Cijenjena je zbog ikre od koje se proizvodi kavijar te zbog vezivnog tkiva plivaćeg mjehura, koje se koristi u optičkoj industriji.

## Rasprostranjenost
Atlantska jesetra nekad je nastanjivala istočni Atlantik, sjeverno Sredozemno more (uključujući Jadransko more), Crno more, Sjeverno more i Baltičko more, ali je zbog izlova i nestanka staništa opstala samo u francuskoj rijeci Garonne.
U Hrvatskoj je nastavala Dunav, Savu, Neretvu, Rašu i još neke rijeke jadranskog slijeva.

## Opis vrste
Atlantska jesetra u prosjeku naraste do 350 cm te dostiže masu do 320 kg, ali u nekim slučajevima može dostići čak 600 cm i 400 kg.
Tijelo je izduženo i valjkasto, a glava je prekrivena koštanim pločama. Leđa su maslinastoplave boje, bokovi su svjetli, a trbuh je u potpunosti bijel. Na tijelu ima pet redova koštanih štitova.
Prehrana atlantske jesetre sastoji se od mekušaca, rakova, ličinki kukaca, mnogočetinaša i malih riba.
Mužjaci spolno sazrijevaju sa 7-15 godina, a ženke s 8-14 godina. Anadromna je vrsta koja na proljeće ulazi u rijeke i mrijesti se nedaleko od ušća. Ženke izbacuju između 800.000 i 2.400.000 jajašaca, čiji razvoj traje oko tjedan dana. Mlađ odlazi u more tek nakon dvije godine.

## Stanište
Atlantska jesetra je pridnena vrsta. Živi u slatkim, bočatim i slanim vodama, na dubinama od 5-60 metara. Odgovara joj temperatura od 10°C do 18°C.

## Ugroženost i zaštita
Atlantska jesetra je klasificirana kao kritično ugrožena vrsta prema IUCN-u. U divljini je preostalo oko 2.000 jedinki, dok ih u ribogojilištima živi još 46.000. Vrsta je postala ugrožena zbog pretjeranog ribolova i pregrađivanja rijeka, dok je danas najveća prijetnja opstanku slučajno zaplitanje u ribarske mreže (slučajni ulov), od čega godišnje ugine oko 200 jedinki.
U Hrvatskoj spada u kategoriju strogo zaštićenih vrsta, prema Pravilniku "NN 99/09".
- Acipenser sturio
- Acipenser sturio
- Acipenser sturio
- Acipenser sturio